# Stephanie Labbé
Stephanie Labbé (født 10. oktober 1986) er en canadisk fodboldspiller, der spiller for North Carolina Courage i NWSL. Hun er også en del af Canadas landshold.